# Certhionyx
Certhionyx é um género de ave da família Meliphagidae.
Este género contém as seguintes espécies:
- Certhionyx niger
- Certhionyx pectoralis
- Certhionyx variegatus